# Figaró-Montmany
Figaró-Montmany település Spanyolországban, Barcelona tartományban. Lakosainak száma 1188 fő (2024).

## Földrajza
Figaró-Montmany Tagamanent, Cànoves i Samalús, La Garriga, L’Ametlla del Vallès, Bigues i Riells del Fai, Sant Quirze Safaja és Sant Martí de Centelles községekkel határos.

## Népesség
A település lakosságának változását az alábbi diagram mutatja:
| Lakosok száma | 473  | 379  | 473  | 579  | 631  | 993  | 1057 | 1096 | 1114 | 1188 |
|               | 1717 | 1887 | 1936 | 1960 | 1986 | 2004 | 2009 | 2014 | 2019 | 2024 |